# 59e Assemblée générale de l'Île-du-Prince-Édouard
La 59e Assemblée générale de l'Île-du-Prince-Édouard fut en séance du 7 juin 1993 au 21 octobre 1996. Le Parti libéral dirigé par Catherine Callbeck forma le gouvernement. Après la démission de Callbeck, Keith Milligan devint chef de parti et Premier ministre en octobre 1996. Nancy Guptill fut élue présidente.
Il y eut quatre sessions à la 59e Assemblée générale :
| Session | Début           | Fin          |
| ------- | --------------- | ------------ |
| 1re     | 7 juin 1993     | 11 août 1993 |
| 2e      | 9 mars 1994     | 19 mai 1994  |
| 3e      | 9 mars 1995     | 4 mai 1995   |
| 4e      | 29 février 1996 | 2 mai 1996   |

## Membres

### Kings
| Circonscription | Membre de l'assemblée | Membre de l'assemblée | Parti   | Conseiller | Conseiller       | Parti   |
| --------------- | --------------------- | --------------------- | ------- | ---------- | ---------------- | ------- |
| 1er Kings       |                       | Roger Soloman         | Libéral |            | Ross Young       | Libéral |
| 2e Kings        |                       | Claude Matheson       | Libéral |            | Walter Bradley   | Libéral |
| 3e Kings        |                       | Peter V. Doucette     | Libéral |            | Roberta Hubley   | Libéral |
| 4e Kings        |                       | Stanley Bruce         | Libéral |            | Gilbert Clements | Libéral |
| 5e Kings        |                       | Rose Marie MacDonald  | Libéral |            | Barry Hicken     | Libéral |

### Princes
| Circonscription | Membre de l'assemblée | Membre de l'assemblée | Parti   | Conseiller | Conseiller     | Parti   |
| --------------- | --------------------- | --------------------- | ------- | ---------- | -------------- | ------- |
| 1er Prince      |                       | Robert Morrissey      | Libéral |            | Hector MacLeod | Libéral |
| 2e Prince       |                       | Keith Milligan        | Libéral |            | Randy Cooke    | Libéral |
| 3e Prince       |                       | Robert Maddix         | Libéral |            | Edward Clark   | Libéral |
| 4e Prince       |                       | Stavert Huestis       | Libéral |            | Libbe Hubley   | Libéral |
| 5e Prince       |                       | Walter McEwen         | Libéral |            | Nancy Guptill  | Libéral |

### Queens
| Circonscription | Membre de l'assemblée | Membre de l'assemblée | Parti        | Conseiller | Conseiller         | Parti   |
| --------------- | --------------------- | --------------------- | ------------ | ---------- | ------------------ | ------- |
| 1er Queens      |                       | Marion Murphy         | Libéral      |            | Catherine Callbeck | Libéral |
| 2e Queens       |                       | Gordon MacInnis       | Libéral      |            | Ron MacKinley      | Libéral |
| 3e Queens       |                       | Pat Mella             | Conservateur |            | Tom Dunply         | Libéral |
| 4e Queens       |                       | Alan Buchanan         | Libéral      |            | Lynwood MacPherson | Libéral |
| 5e Queens       |                       | Wayne Cheverie        | Libéral      |            | Tim Carroll        | Libéral |
| 6e Queens       |                       | Jeannie Lea           | Libéral      |            | Paul Connolly      | Libéral |